# Ramaria pyrispora
Ramaria pyrispora är en svampart som beskrevs av R.H. Petersen & Watling 1989. Ramaria pyrispora ingår i släktet Ramaria och familjen Gomphaceae.   Inga underarter finns listade i Catalogue of Life.